# Kevin Munroe
Kevin Andrew Munroe (Bathurst, 26 ottobre 1972) è un regista, sceneggiatore e produttore cinematografico canadese.

## Filmografia

### Regista
- TMNT (2007)
- Dylan Dog - Il film (Dylan Dog: Dead of Night) (2010)
- Ratchet & Clank (2016)

### Sceneggiatore
- Donner, regia di Tony Stutterheim (2001)
- TMNT, regia di Kevin Munroe (2007)
- Ratchet & Clank, regia di Kevin Munroe (2016)

### Produttore
- Donner, regia di Tony Stutterheim (2001)
- Dylan Dog - Il film (Dylan Dog: Dead of Night), regia di Kevin Munroe (2010)
- Ratchet & Clank, regia di Kevin Munroe (2016)